# Зграда Скупштине општине Србобран
Зграда Скупштине општине Србобран је објекат који се налази у истоименој општини на адреси Трг слободе бр. 2. Направљена је у осмој деценији 19. века, а представља непокретно културно добро као споменик културе.

## Опште информације
У овом објекту смештени су општински органи управе у Србобрану, а она је саграђена у осмој деценији 19. века у духу историцизма. Са своја четири крила ова приземна грађевина формира квадратну основу са унутрашњим двориштем.
Угаона позиција зграда искоришћена је за наглашавање њеног угаоног дела и у конструктивном и у декоративном смислу. Главни свечани улаз окренут је према Тргу слободе, а други скромније обраде према улици Светог Саве. Обекат је зидан са опеком, омалтерисан и обојен, а декоративни програм фасада је изузетно богат. Декоративни програм фасада је изузетно богат. УРкаси су изведени у гипсу и аплицирани на фасаде.
Над угаоним делом зграде кров је четворосливан, а на осталим деловима је двосливан. Кровни покривач је од бибер црепа. Конструктивним решењем, пропорцијом, избором и композицијом декоративног програма споменик културе представља веома успело архитектонско решење карактеристично за административне државне објекте са краја 19. века у у Војводини.